# Верховный национальный совет (1794)
Верховный национальный совет (Наивысшая Рада Народова; Наивысшая Национальная Рада; пол. Rada Najwyższa Narodowa) — самопровозглашённое правительство Польши в период восстания Костюшко. Действовало с 10 мая 1794 года вплоть до поражения восстания. Заявленная юрисдикция распространялась только на собственно Польшу, так как на территории Литвы действовала Наивысшая Рада Литовская (Литовский верховный совет).
Совет состоял из 8 советников (министров) и такого же количества «департаментов» (министерств). Общие решения Совета принимались простым большинством голосов — за них должны были проголосовать не менее пяти из восьми советников. В состав Совета входило также 32 депутата, игравших вспомогательную роль. 
У Совета имелся официальный печатный орган «Gazeta Rządowa» («Газета Радова»). 

## Состав Совета
- Департамент внутренних дел (отвечал за мосты, дороги, почту и связь) — Алоизий Сулистровский.
- Департамент государственной безопасности (контрразведка) — Томаш Вавжецкий.
- Департамент юстиции — Франц Мышковский и Юзеф Шимановский.
- Финансовый департамент (Казначейство) — Гуго Коллонтай.
- Продовольственный департамент — Игнатий Закшевский.
- Департамент военного обеспечения (отвечал за комплектование и оснащение армии, а также за военные заводы) — Станислав Велевейский (отказался от должности), Тадеуш Матушевич.
- Департамент иностранных дел — граф Игнатий Потоцкий.
- Департамент народного просвещения — Ян Яскевич, Франц Дмоховский, граф Тадеуш Антоний Мостовский.

- Игнатий Потоцкий
- Игнатий Закшевский
- Гуго Коллонтай